# Christoph Schnittler
Christoph Schnittler (* 8. April 1936 in Ilmenau) ist ein deutscher Politiker (FDP).

## Leben
Nach dem Abitur am Goethe-Gymnasium in Ilmenau studierte er von 1954 bis 1960 Physik an der Friedrich-Schiller-Universität in Jena und schloss mit dem Diplom ab. 1965 erfolgte die Promotion und 1969 die Habilitation an der Technischen Hochschule Ilmenau, wo er dann als Hochschuldozent für Theoretische Physik arbeitete. 1970 wurde er Mitglied der Blockpartei NDPD. 1987 wurde er zum außerordentlichen Professor an der Technischen Hochschule Ilmenau ernannt und 1990 zum ersten Dekan der dort neu gegründeten Fakultät für Mathematik und Naturwissenschaften gewählt.  Schnittler rückte am 22. Mai 1992 über die Landesliste Thüringen der FDP in den Deutschen Bundestag nach und gehörte diesem bis zum Ende der Wahlperiode 1994 an. Schnittler nahm ab 1995 seine beruflichen Tätigkeiten als Physiker und Hochschullehrer an der TU Ilmenau wieder auf.